# قطعنامه ۱۹۰۴ شورای امنیت
قطعنامه ۱۹۰۴ شورای امنیت سازمان ملل متحد که در تاریخ ۱۷ دسامبر ۲۰۰۹ تصویب شد، سندی بین‌المللی دربارهٔ تهدید صلح و امنیت بین‌المللی ناشی از اقدامات تروریستی است. این قطعنامه طی نشست ۶۲۴۷ام با ۱۵ رای موافق، ۰ مخالف و ۰ ممتنع تصویب شد.